# Чінгул

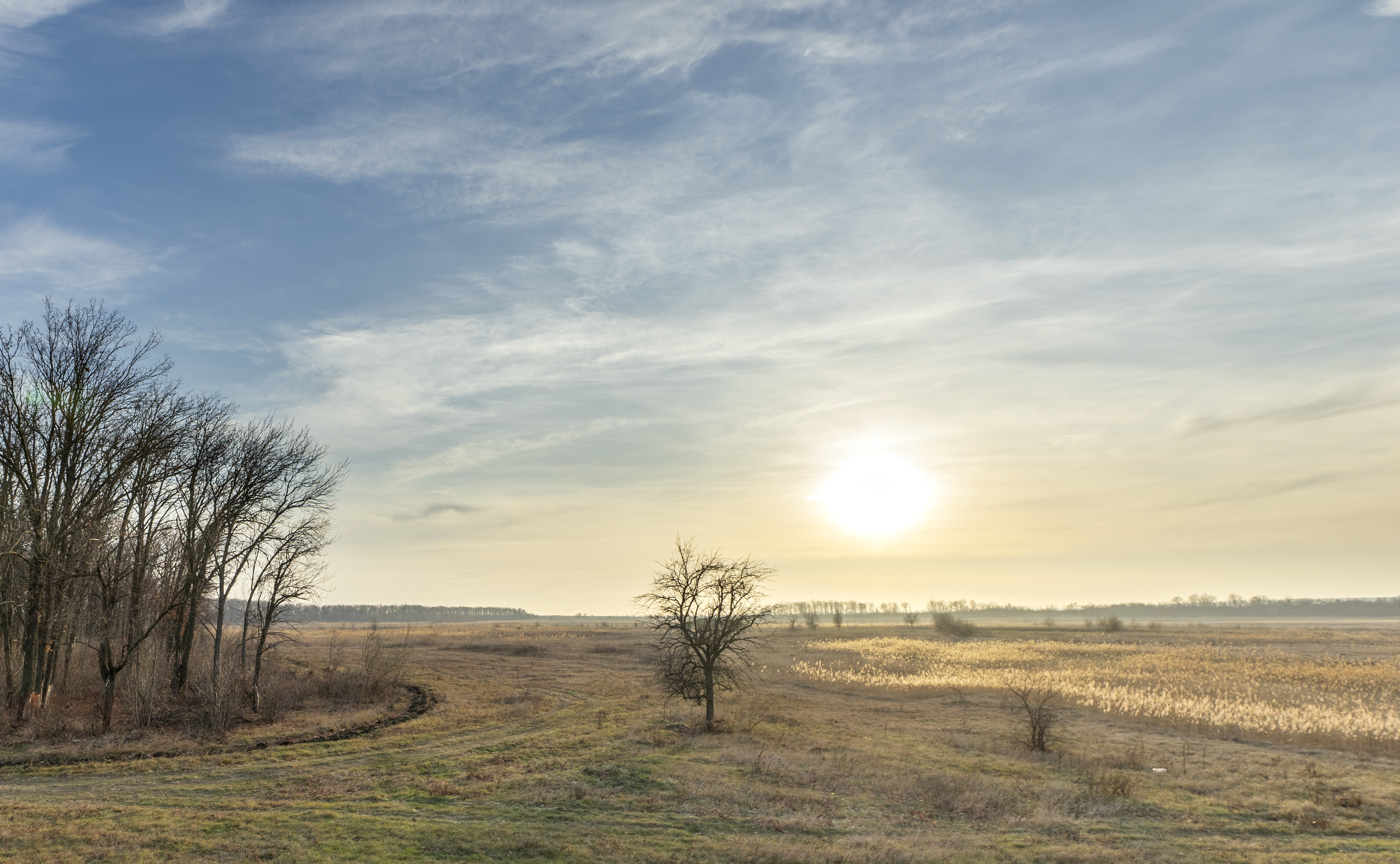

Чінгу́л — річка в Україні, в межах Токмацького району Запорізької області. Права притока Молочної (басейн Азовського моря).

## Назва
Українська назва річки Чінгул походить від тюркського слова chungül (чунґюл) / çöngul (ченґул) — «болотиста».

## Історія
Як для своєї незначної довжини, річка Чінгул мала глибину 2–8 м. Щоправда, тепер глибина цієї річки становить у середньому 0,2–1,5 м.
На річці є ставок, збудований 1949 року. Негативно на стан річки та її водність вплинуло спрямлення її русла. Це спричинило сильне замулення і стало причиною обміління річки. На берегах та в заплаві цієї річки у минулому були густі лісові масиви, про що свідчать виявлені у 1998 році величезні осокори, вік яких приблизно 200—250 років. На берегах річки також колись росли столітні верби й тополі та водилися дикі коти.
1981 року на березі річки експедиція Інституту археології АН УРСР знайшла половецький курган ХІІ—ХІІІ століття, який ідентифікували як могилу Ногая.
2002 року поблизу села Червоногірка було створено ландшафтний заказник місцевого значення «Заплава річки Чингул» площею 154 га. Тут охороняються красиві ландшафти, а також деякі представники тваринного та рослинного світу.

## Опис
Довжина 43 км, площа водозбірного басейну 399 км². Похил річки 1,2 м/км. Долина V-подібна, завширшки до 2,5 км, завглибшки до 40 м. Заплава одностороння, завширшки до 100 м. Річище слабовиявлене, часто пересихає, завширшки до 5 м. Використовується на сільськогосподарські потреби. Наявні ставки.

## Розташування
Чінгул бере початок на північний схід від села Нового. Тече здебільшого на південний захід. Впадає до Молочної біля північної околиці міста Молочанська.

## Притоки
- Куркулак (права).

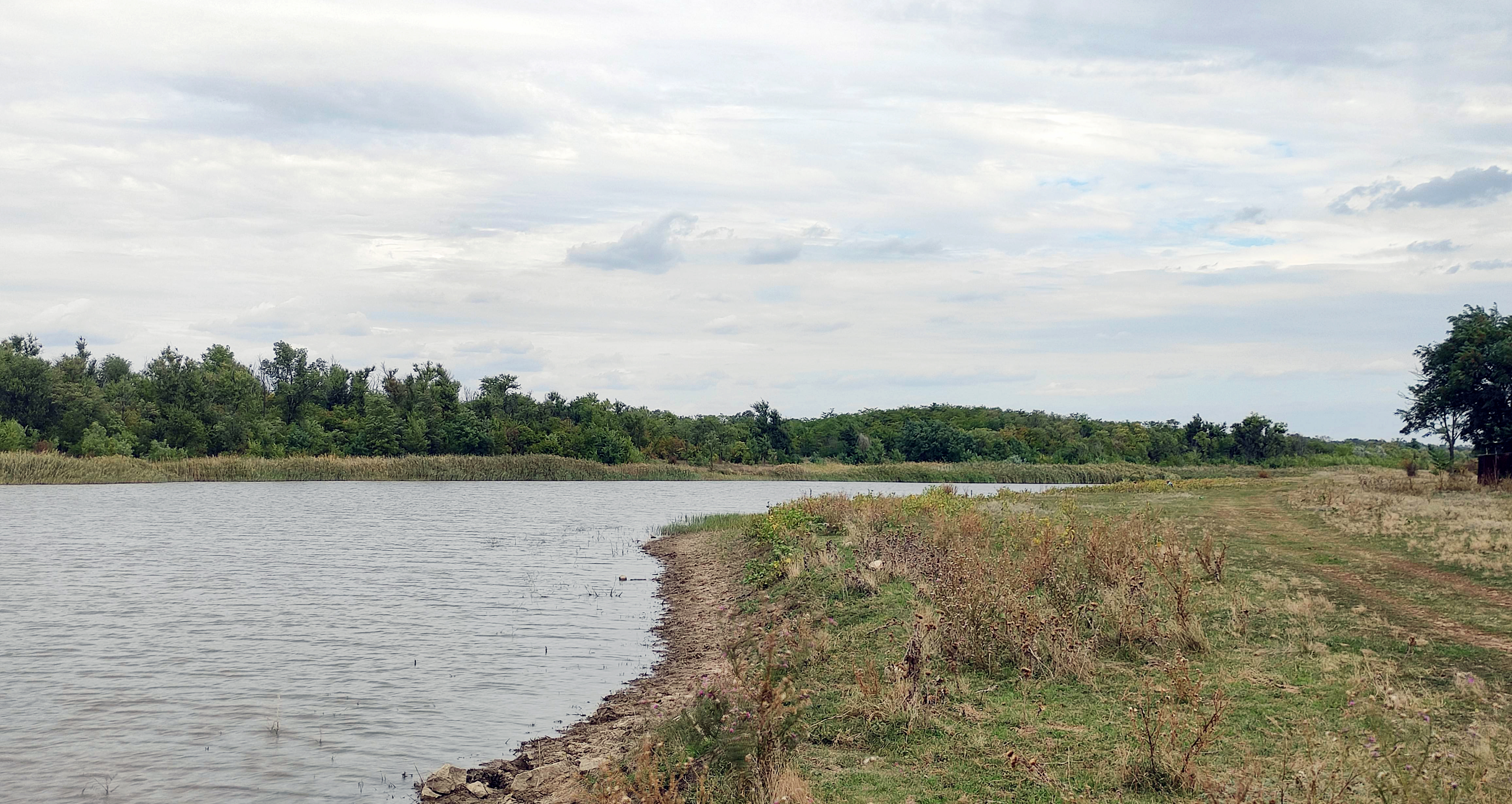
річка Очеретовата

- Очеретовата - річка у Пологівському районі. Тече переважно на захід через с. Очеретувате (у ХІХ ст. Хутір Очеретоватий). Приблизна довжина 12 км, у нижній течії розорана[2][3].